# Amaro San Giuseppe

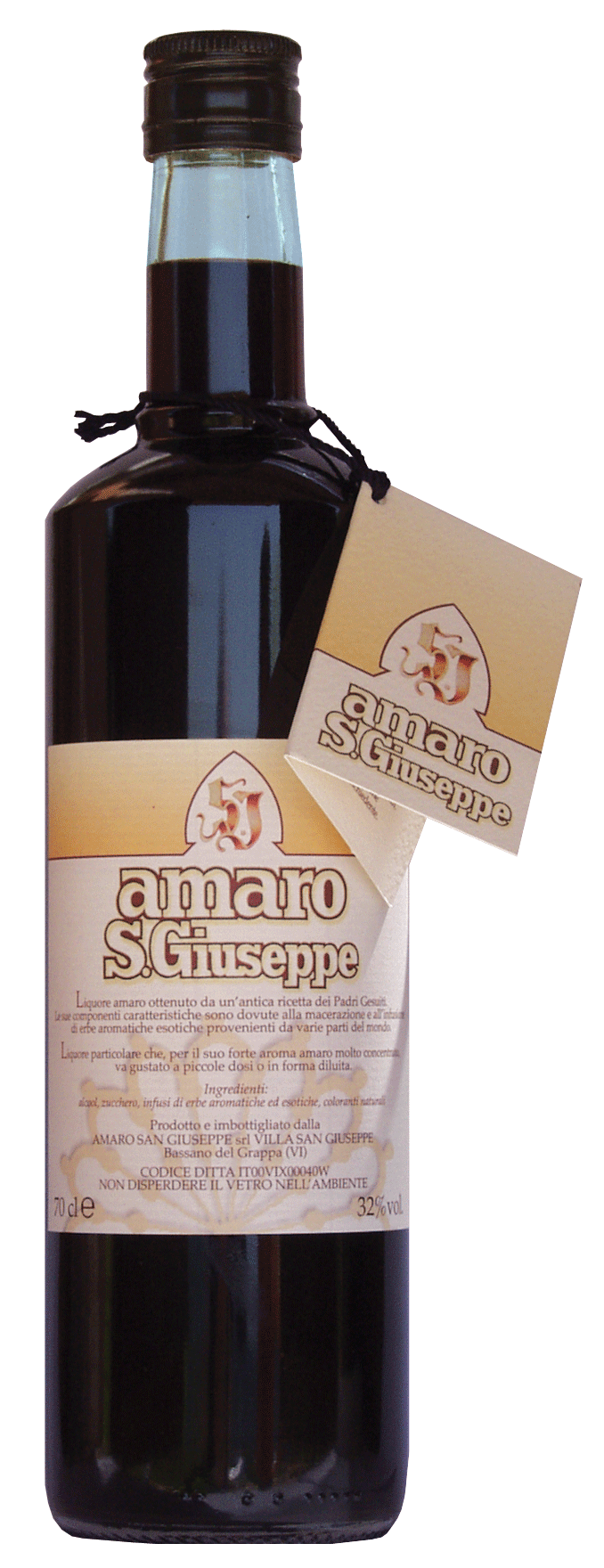
Bottiglia di Amaro San Giuseppe

L'Amaro San Giuseppe è un amaro prodotto a Bassano del Grappa presso la Villa San Giuseppe, che viene usato solitamente in caso di difficoltà digestive (senso di pesantezza allo stomaco, sonnolenza dopo i pasti) e nel trattamento della stitichezza occasionale.

## Caratteristiche
L'Amaro San Giuseppe si ottiene attraverso la macerazione e l'infusione di erbe aromatiche provenienti da varie parti del mondo, fra cui aloe, rabarbaro, angelica, mirra e tanaceto  secondo un'antica ricetta del padri Gesuiti. Nell'attuale formulazione è prodotto inalterato dal 1928 e non contiene né conservanti, né coloranti. Se assunto in quantità elevata, ha proprietà lassative.